# Lidköping
Lidköping ist eine Stadt in der schwedischen Provinz Västra Götalands län und der historischen Provinz Västergötland an der Bucht Kinneviken des größten schwedischen Binnensees Vänern. Die Stadt befindet sich an der Mündung des Flusses Lidan in den See und ist Hauptort der gleichnamigen Gemeinde.

## Geschichte

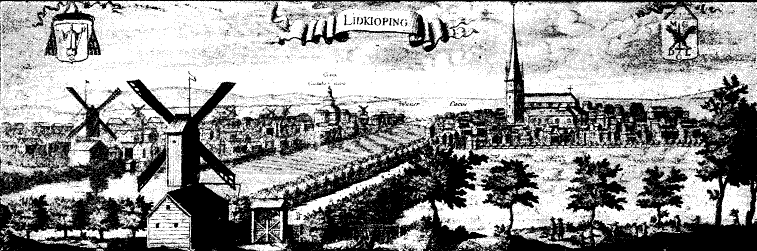
Lidköping um 1700

Wann Lidköping gegründet wurde, ist unbekannt, aber 1446 erhielt Lidköping die ersten Stadtprivilegien. Ungefähr zu dieser Zeit hatte die Binnenschifffahrt auf dem Vänern an Bedeutung gewonnen, und die Stadt Lidköping wurde zu einer wichtigen Handelsstadt, wobei Getreide und Vieh aus Skaraborg gegen Holz und Eisenerz aus Bergslagen gehandelt wurden.
1670 wurde von Graf Magnus Gabriel De la Gardie eine neue Stadt am westlichen Ufer des Lidan genau gegenüber der alten Stadt Lidköping gegründet. Magnus Gabriel de la Gardie förderte seine neue Stadt, die nach einem streng geometrischen Grundriss angelegt war, aus Kräften, unter anderem ließ er ein Jagdschloss in die neue Stadt transportieren, das als Rathaus dienen sollte. Erst 1705 wurden die beiden Städte vereinigt.
In der ersten Hälfte des 18. Jahrhunderts wuchs die Stadt aufgrund des zunehmenden Handels. Danach folgte das weitere Wachstum der allgemeinen Entwicklung. 1849 wurde die Stadt in einem großen Brand teilweise zerstört, konnte sich aber erholen. Im 20. Jahrhundert entwickelte sich Lidköping zu einer wichtigen Industriestadt.
2015 wurde der kleinere, etwas separat in nordwestlicher Richtung am Ufer des Vänern gelegene Teil des Ortes vom Statistiska centralbyrån als eigenständiger Tätort unter der Bezeichnung Lidköping norra („Lidköping Nord“) ausgewiesen. Er umfasst die Ortsteile Arvidstorp, Furuhäll, Stenhammar, Tofta und Ulriksdal.

## Stadtbild

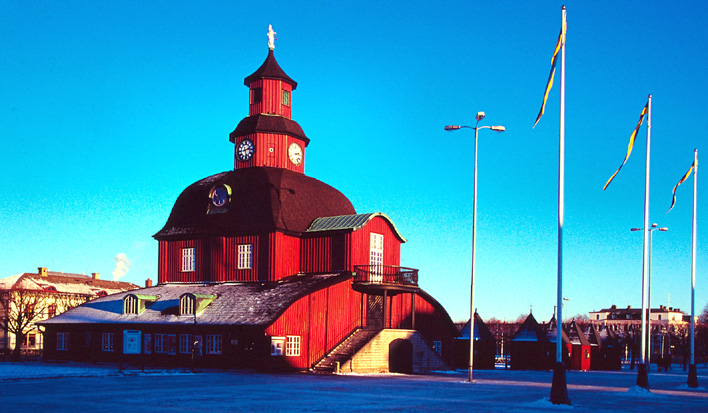
Lidköping: Altes Rathaus

Von der alten, mittelalterlichen Stadt ist kaum etwas erhalten, da beinahe alles im großen Brand von 1849 zerstört wurde. Einige wenige Häuser sind aber am Limtorget im alten Teil der Stadt, der Gamla Staden östlich des Flusses Lidan erhalten.
Die neue, 1670 gegründete Stadt hat einen rechtwinkeligen Grundriss mit einem ungewöhnlich großen Hauptplatz, dem Nya Stadens Torg (deutsch „Neustadtplatz“). Auf diesem Platz befindet sich das alte Rathaus, ein ehemaliges Jagdschloss. Weiterhin gibt es zahlreiche Holzhäuser aus dem 18. und 19. Jahrhundert. Die Nikolaikirche wurde im neugotischen Stil nach 1849 errichtet.

## Wirtschaft
Lidköping ist eine wichtige Industrie- und Hafenstadt.
Mit dem Kauf der schmalspurigen Lidköping–Håkantorps Järnväg (HLJ) im Jahre 1902 wurde die Stadt Betreiber einer Eisenbahn, die dafür 1912 die Gründung von Lidköping järnvägar in die Wege leitete, um weitere selbständige Eisenbahngesellschaften zu verwalten. 1948 wurden die Anteile der Gesellschaften im Rahmen der allgemeinen Eisenbahnverstaatlichung an die staatlich Bahngesellschaft Statens Järnvägar abgegeben.
Seit 1911 gibt es eine Porzellanfabrik in Lidköping, die früher zu Rörstrand gehörte, das heute zum Unternehmen Iittala gehört. Sie wurde im Jahr 2006 geschlossen. Ein Museum zeigt die Entwicklung der Porzellanmanufaktur Rörstrand. In Lidköping befindet sich das Vänermuseum.
Die 1875 gegründete Lidköpings Mekaniska Verkstad (heute KMT Precision Grinding) hatte ihren Sitz in Lidköping.
Lidköping kann über den Flugplatz Lidköping-Hovby erreicht werden.

## Veranstaltungen
Power Big Meet  ist eine Veranstaltung für amerikanische Automobile, in den letzten Jahren waren mehr als 14000 Fahrzeuge an den 3 Tagen zu sehen. Sie fand in den Jahren 1984–2016 in Västerås statt. und wurde dann 2017 nach Lidköping verlegt. Bei Besitzern und Freunden historischer amerikanischer Automobile ist seitdem Lidköping international bekannt für das weltgrößte Autofestival mit amerikanischen Autos. Das Treffen ist immer in der ersten Juliwoche von Donnerstag bis Samstag auf dem Gelände des Flugplatzes Lidköping-Hovby. Highlights sind unter anderem das Cruising durch die Stadt am Freitag und Samstagabend. In den Jahren 2020 und 2021 fiel das Treffen wegen der COVID-19-Epidemie aus. Am 7. bis 9. Juli 2022 soll es aber wieder stattfinden.

## Söhne und Töchter der Stadt
- Gunnar Wennerberg (1817–1901), Dichter und Komponist
- Helgo Zettervall (1831–1907), Architekt
- Emil Hagberg (1862–1921), Architekt
- Jörgen Meyer (1906–1975), deutscher Einhandsegler
- Ivar Sjölin (1918–1992), Ringer
- Ove Allansson (1932–2016), Schriftsteller
- Arne Robertsson (1942–1991), Ringer
- Gunnar Bergsten (1945–2011), Jazz-Baritonsaxophonist
- Bernt Jansson (1950–2020), Eisschnellläufer
- Mats Helge (* 1953), Regisseur, Filmproduzent und Drehbuchautor
- Anders Järryd (* 1961), Tennisspieler
- Eva Hild (* 1966), Bildhauerin und Keramikerin
- Linda Sundblad (* 1981), Sängerin
- Daniel Nordmark (* 1988), Fußballspieler